# 特務迷城
《特務迷城》（英語：The Accidental Spy）是一部於2001年農曆新年賀歲檔期上映的香港電影，陳德森負責導演，由成龍（兼任監製，並與董瑋、成家班共同擔任動作指導）、曾志偉、徐若瑄、金玟、吳興國等領銜主演，本片在南韓和土耳其取景拍摄。本片為成龍在嘉禾拍攝的最後一部電影，之後便結束與嘉禾的長期賓主關係，加盟英皇電影，香港票房為3000万港元，是當年的賀歲動作片。
本片在第21屆香港電影金像獎中獲得4項提名，分別為「最佳動作設計」（董瑋、成家班）、「最佳剪接」（鄺志良）、「最佳視覺效果」（馬文現、丁遠大、鄧為鈺）和「最佳音響效果」（曾景祥），奪得「最佳動作設計」和「最佳剪接」獎。

## 劇情
健身器材店營業員袁小北（成龍飾），從小習武，並且有奇異的預感能力，夢想有天成為特務。小北憑著預感及身手，把打劫銀行的劫匪當場逮捕，成為報紙頭條的新聞人物。從報紙的報導，得悉小北可能是一名韓國前特務朴元正失散多年的兒子，在好奇心驅使下，小北決定跟律師到韓國尋找身世之謎。在韓國，小北遇上美國某週刊女記者福喜（金玟飾），小北知悉朴氏夫婦本為著名的雙重特務。在福喜的幫忙下，小北從韓國走到土耳其，找到一筆巨款，小北還邂逅神秘女子（徐若瑄飾）。正當小北得意忘形之際，一連串莫明奇妙的襲擊，令小北意識到身邊其實危機四伏。尋親、遺囑、巨款、簡單的表象下，另有更複雜的內情，竟與美國政府科學部失竊的炭疽病毒有關…

## 演員
- 成龍 出演 袁小北。主角，孤兒，職業是健身器材推銷員，終日夢想成為特務。
- 曾志偉 出演 廖友。私家偵探，受托於美國特務組織，因袁小北破銀行劫案而招攬他，是故事的導火線之一。
- 徐若瑄 出演 詠。孤兒，受控於單于作奴隸，因單于為了奪得而成為犧牲者。
- 吳興國 出演 單于。富商，為了奪得而不擇手段。
- 金玟 出演 嘉文。真實身份是韓裔國際刑警，為調查失竊案，以週刊記者身份接近袁小北，更起了重要的幫助角色。

### 客串
- 張達明 出演 。袁小北在健身器材店的上司。
- 何嘉莉 出演 。袁小北在健身器材店的同事。
- 張堅庭 出演 律師。
- 孫佳君 出演 有錢人妻子。
- 潘恆生 出演 有錢人。
- 谷德昭 出演 搬運工人。
- 夏萍 出演 清潔女工。
- 史考特·艾金斯 出演 李的保鏢。土耳其領導人。掛名為“史考特·愛德華·艾金斯”。

## 工作人員
- 導演：陳德森
- 監製：成龍
- 編劇：岸西
- 原創音樂：金培達
- 主題曲：成龍、范曉萱- 身不由己，張學友 - 捉迷藏
- 攝影指導：黃永恒 (HKSC)
- 剪接：鄺志良 (HKSE)
- 出品人：鄒文懷
- 製作總監：諸兆後、陳錫康
- 動作指導：董瑋、成家班

## 制作
《特务迷城》在韩国、土耳其取景，制作费超过2亿港币，打破当时香港电影史记录。

## 軼事
- 成龍在演出過程中多場危險動作場面，其中一幕從八十尺高，而且富有土耳其特色的圓尖屋頂上，隻手執太陽傘便跳下，驚險萬分；還有有在三百尺高天橋上，手執繩網凌空吊起，以及時速一百公里車頂上跟壞人拼搏。
- 成龍拍攝過程中僅用一條毛巾包裹下身，與敵人肉搏，拍攝時更加上泡沫令地面濕滑，也不慎摔倒，痛楚萬分。
- 成龍和陳凱歌的首次合作，在拍攝過程中展開銀幕殊死戰。
- 到土耳其拍攝，當地的居民對劇組人員非常友善，即使自己一天只有兩個麵包，也會拿出一個送給他人，以致成龍大讚這裏民風純樸。
- 在拍攝過程中需要成龍飛身跳上自動電梯的場景，需要他在兩條運行着的電梯扶手上作兩個翻騰轉身再飛身甩包的動作。為了做好這個動作，前後共重拍了5次，結果既撞了頭又扭傷了腳且擦傷了手掌。

## 獎項
| 頒獎典禮             | 獎項         | 名單                   | 結果 |
| -------------------- | ------------ | ---------------------- | ---- |
| 第21屆香港電影金像獎 | 最佳剪接     | 鄺志良                 | 獲獎 |
| 第21屆香港電影金像獎 | 最佳動作設計 | 董瑋、成家班           | 獲獎 |
| 第21屆香港電影金像獎 | 最佳音響效果 | 曾景祥                 | 提名 |
| 第21屆香港電影金像獎 | 最佳視覺效果 | 馬文現、丁遠大、鄧為鈺 | 提名 |
| 第38屆金馬獎         | 最佳動作設計 | 董瑋、成家班           | 提名 |

## 外部連結
- 開眼電影網上《特務迷城》的資料（繁體中文）
- 香港影庫上《特務迷城》的資料（繁體中文）
- 豆瓣电影上《特務迷城》的資料 （简体中文）
- 时光网上《特務迷城》的資料（简体中文）
- AllMovie上《特務迷城》的资料（英文）
- 爛番茄上《特務迷城》的資料（英文）
- 互联网电影数据库（IMDb）上《特務迷城》的资料（英文）